# Fuerzas Armadas del Emirato Islámico de Afganistán
Las Fuerzas Armadas del Emirato Islámico de Afganistán (en pastún: د اسلامي امارت وسله وال ځواکونه), son la entidad militar oficial de Afganistán, gobernada por el gobierno talibán desde agosto de 2021. Durante el primer régimen de los talibanes de 1996 a 2001, las fuerzas armadas se denominaron Ejército Islámico de Afganistán. El Ejército Islámico de Afganistán se creó en 1997 después de que los talibanes conquistaran el Estado Islámico de Afganistán tras el final de la segunda guerra civil; sin embargo, las fuerzas militares institucionalizadas de los talibanes se disolvió en 2001 después de que el primer ejército y gobierno talibán fueran destituidos tras la invasión estadounidense. Se restableció oficialmente el 8 de noviembre de 2021 después de la victoria de los talibanes en la Guerra de Afganistán el 15 de agosto de 2021 tras la toma de Kabul y el colapso de la República Islámica de Afganistán respaldada por Estados Unidos y su Ejército Nacional Afgano en su conjunto, con el restablecimiento del Emirato Islámico de Afganistán después de estar fuera del poder durante 20 años.

## Historia (1997-2001)
En 1992, el ejército afgano se fragmentó en milicias regionales bajo el mando de señores de la guerra locales debido a la caída de la Unión Soviética, que dejó de abastecer a las Fuerzas Armadas comunistas afganas y más tarde en 1992 cuando el gobierno de la República Democrática de Afganistán perdió el poder.

La caída del régimen respaldado por Moscú en 1992 desintegró tanto al Estado como al ejército. Partes de las fuerzas armadas fragmentadas desaparecieron o se unieron a las facciones en guerra que estaban atrapadas en una prolongada lucha por el poder. Las facciones en guerra estaban compuestas por una extraña variedad de grupos armados con distintos niveles de lealtad, compromiso político, habilidades profesionales e integridad organizativa..
Ali Ahmad Jalali, 2002, Ministro del Interior de la República Islámica de Afganistán entre 2003 y 2005.

Después de la caída del régimen de Mohammad Najibulá en 1992, los diversos partidos políticos afganos comenzaron a reunir sus propias fuerzas armadas más formales. En febrero de 1992, Jamiati Islami de Ahmad Shah Masud tenía una fuerza central reportada en seis batallones fuertes, más unidades adicionales de segundo nivel, "el grueso del ejército, ... compuesto por batallones regionales, subordinados a los comandantes locales del Consejo de Supervisión". El 16 de enero de 1993, Jane's Defense Weekly informó que "una asamblea especial de 1335 delegados elegidos de todo Afganistán" había elegido al profesor Burhanuddin Rabbani como presidente del Estado Islámico de Afganistán por dos años y acordó "establecer un ejército regular con soldados en su mayoría extraídos de grupos muyahidines". Pakistán había ofrecido asistencia en capacitación. Sin embargo, comenzó una guerra civil entre varios señores de la guerra, incluidos Ahmad Shah Masud, Gulbudin Hekmatiar, Abdul Rashid Dostum, Abdul Ali Mazari, Jalaluddin Haqqani, Ismail Khan, Atta Muhammad Nur, Abdul Rasul Sayyaf, Mohammad Nabi Mohammadi, Mohammad Yunus Khalis, Gul Agha Sherzai y muchos otros.
El movimiento talibán surgió alrededor de Kandahar, en el sur de Afganistán, y derrotó a los diversos movimientos armados que se habían peleado desde la disolución del anterior ejército afgano y la fuerza aérea afgana. Se movilizaron para enfrentarse a las fuerzas de Ahmad Shah Masud marchando hacia las puertas de Kabul en marzo de 1995.
Los talibanes anteriores mantuvieron 400 tanques T-54/55 y T-62 y más de 200 vehículos blindados de transporte de tropas. Los talibanes también comenzaron a entrenar a su propio ejército y comandantes. Después de la destitución del gobierno talibán a fines de 2001, los ejércitos privados leales a los señores de la guerra ganaron cada vez más influencia. A mediados de 2001, Ali Jalali escribió:

El ejército (como institución estatal, organizada, armada y comandada por el estado) no existe en Afganistán hoy. Ni el "Emirato Islámico de Afganistán" dirigido por los talibanes ni el "Estado Islámico de Afganistán" encabezado por el derrocado presidente Rabbani tienen la legitimidad política o la eficiencia administrativa de un estado. Las formaciones de milicias que comandan están compuestas por una extraña variedad de grupos armados con distintos niveles de lealtad, compromiso político, habilidades profesionales e integridad organizativa. Muchos de ellos se sienten libres para cambiar de bando, modificar lealtades y unirse o abandonar el grupo espontáneamente. El país adolece de la ausencia de una capa política superior capaz de controlar la violencia individual y grupal. ... Aunque ambos bandos identifican sus unidades con formaciones militares del antiguo régimen, apenas hay continuidad organizativa o profesional del pasado. Pero estas unidades realmente existen solo de nombre... de hecho, solo sus bases militares todavía existen, alojando y apoyando a una variedad de grupos de milicias.

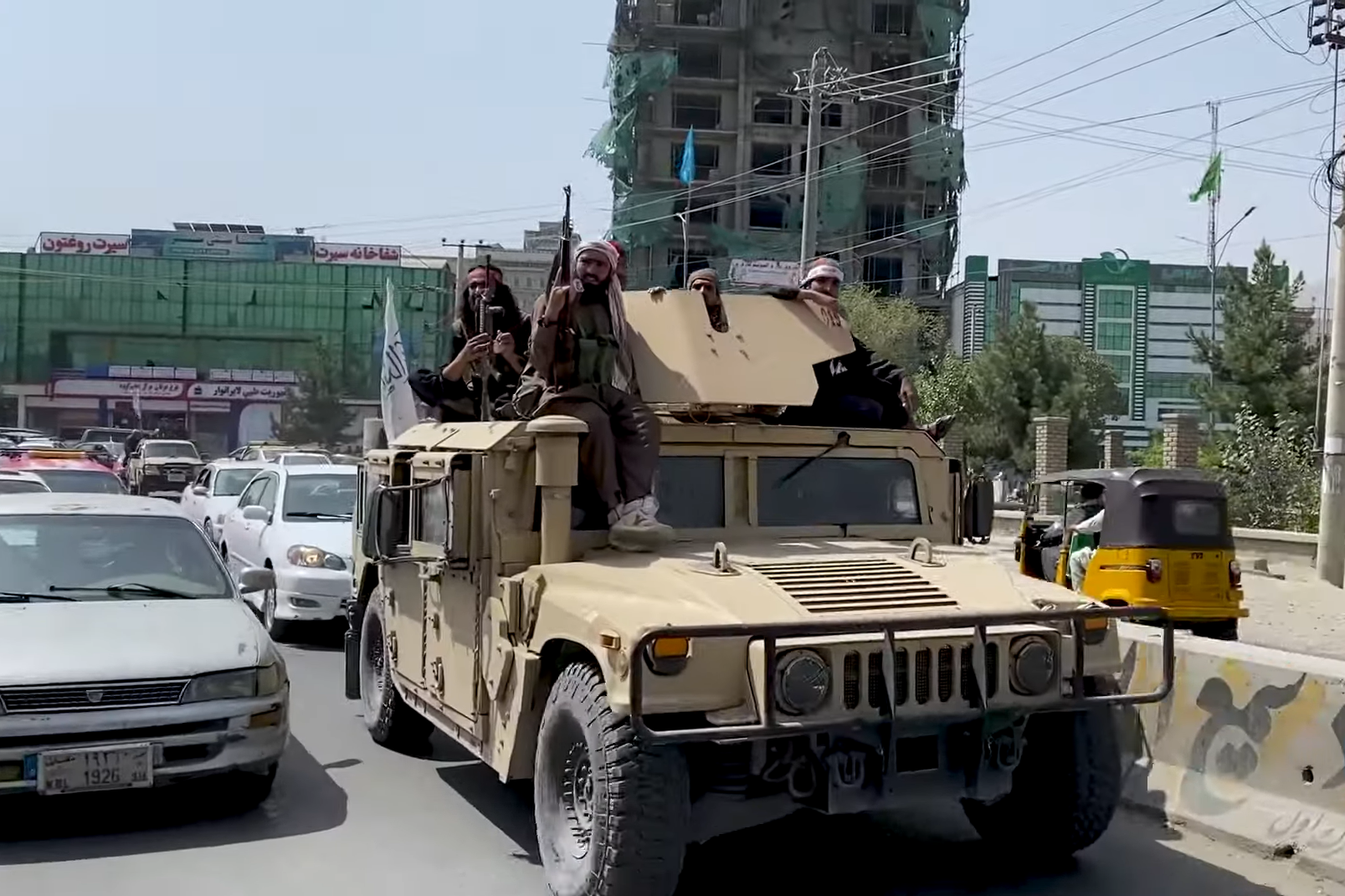
Un Humvee de las Fuerzas Armadas del Emirato durante la caída de Kabul, 15 de agosto de 2021.

La Fuerza Aérea Afgana bajo los talibanes anteriores mantuvo cinco MiG-21MF supersónicos y 10 cazabombarderos Sukhoi-22. También tenían seis helicópteros Mil Mi-8, cinco Mi-35, cinco L-39C, seis An-12, 25 An-26, una docena de An-24 y An-32, un IL-18 y un Yakovlev. Su servicio aéreo civil contenía dos Boeing 727A/B, un Tu-154, cinco An-24 y un DHC-6. El 3 de agosto de 1995, un incidente que involucró al avión MiG-21 de la Fuerza Aérea Afgana de los talibanes obligó a un avión de carga ruso Ilyushin 76 que transportaba armas desde Albania a Afganistán a aterrizar en Kandahar. Las negociaciones entre el gobierno ruso y los talibanes para liberar a los hombres se estancaron durante más de un año y los esfuerzos del senador estadounidense Hank Brown para mediar entre las dos partes fracasaron debido a un intercambio de prisioneros. Brown logró que los talibanes acordaran que se debería permitir que la tripulación rusa mantuviera su avión. Esta solicitud allanó el camino para su escape.

## Estructura de las Fuerzas Armadas Afganas

### Ejército
El ejército bajo el talibán se inauguró como el Ejército del Emirato Islámico de Afganistán, el 8 de noviembre de 2021. Hasta la fecha, el propio ejército depende en gran medida del hardware capturado del derrotado Ejército Nacional Afgano. Aproximadamente 2000 vehículos cayeron en manos de los talibanes después de la caída de Kabul, incluidos el Humvee, el M1117 Guardian, el MaxxPro MRAP y el Oshkosh ATV. En términos de equipo de infantería, los artículos capturados incluyen la carabina M4, el rifle M16, gafas de visión nocturna, trajes antibalas, equipo de comunicación y lanzagranadas montados en el hombro. Según se informa, estas armas de fuego fabricadas en EE. UU. están reemplazando a las AK-47 y AK-74 fabricadas en Rusia que llevan la mayoría de los combatientes talibanes.
Desde el 1 de septiembre de 2021 hasta el 10 de enero de 2022, 15 102 combatientes recién entrenados fueron incorporados al Ejército del Emirato Islámico según lo calculado en el sitio oficial, el número promedio de nuevos soldados incorporados es de 120 soldados por semana sin contar los paramilitares.

#### Formación y estructura
Actualmente, las fuerzas terrestres convencionales del Ejército del Emirato Islámico se subdividen en ocho cuerpos, que en su mayoría reemplazan al cuerpo anterior del antiguo Ejército Nacional Afgano. El cuerpo de guerra terrestre convencional del Ejército del Emirato Islámico es renombrado en noviembre de 2021 por Mullah Yaqoob, Ministro de Defensa interino. Se enumeran a continuación. They are listed below.
Todos los cuerpos más allá de Kabul pueden vincularse definitivamente a formaciones anteriores del Ejército Nacional Afgano (ANA). Sin embargo, la ANA no utilizó el número '313', ni en Kabul ni más allá, y la única antigua unidad talibán con ese número fue el Batallón Badri 313. Otras unidades reportadas incluyen la Unidad Victorious Force y la unidad Panipat.
El Batallón Badri 313; la Unidad Roja y el "Batallón de Fuerzas Especiales Yarmouk 60" pueden tener algunas capacidades de fuerzas especiales.

### Fuerza Aérea
Los talibanes crearon y dirigieron una pequeña fuerza aérea entre 1996 y 2001. Después del restablecimiento del Emirato Islámico de Afganistán y la caída de Kabul durante la ofensiva talibán de 2021, los talibanes establecieron la Fuerza Aérea del Emirato Islámico de Afganistán, que también se conoce como la Fuerza Aérea del Emirato Islámico. La fuerza aérea adquirió UH-60 Black Hawks, Mil Mi-24 (la mayoría sin motores), Mil Mi-8s/Mil Mi-17s, A-29 Super Tucanos, Cessna 208s y C-130 Hercules.
El 11 de enero de 2022, la fuerza aérea reparó con éxito y voló aviones fuera de servicio que fueron abandonados por el Ejército de los Estados Unidos y el antiguo Ejército Nacional Afgano después de que Kabul cayera en manos de los talibanes. Un nuevo comandante talibán de la Fuerza Aérea Afgana habló como parte del anuncio.

## Reclutamiento
Según el testimonio de los detenidos en el Centro de detención de Guantánamo ante sus Tribunales de Revisión de la Condición de Combatiente, los talibanes, además de reclutar hombres para servir como soldados, también reclutaron hombres para el personal de su servicio civil.

### Reclutamiento de niños
Según un informe de la Universidad de Oxford, los talibanes hicieron un uso generalizado del reclutamiento de niños en 1997, 1998 y 1999. Durante la guerra civil que precedió al régimen talibán, miles de niños huérfanos se unieron a diversas milicias por "empleo, comida, refugio, protección y oportunidad económica". El informe dice que durante su período inicial, los talibanes "dependieron durante mucho tiempo de cohortes de jóvenes". Testigos afirmaron que cada familia terrateniente debía aportar un joven y 500 dólares para gastos. En agosto de ese año, 5000 estudiantes de entre 15 y 35 años abandonaron las madrazas de Pakistán para unirse a los talibanes.